# Mount Bachelor
Mount Bachelor (dawniej także Bachelor Butte) – szczyt w Górach Kaskadowych. Jest to stratowulkan położony na wulkanie tarczowym. Leży w hrabstwie Deschutes, w centralnej części stanu Oregon, na południowy wschód od Trzech Sióstr. Najbliżej położonym miastem jest leżące ok. 35 km na zachód Bend. 
Ostatnia erupcja wulkanu miała miejsce od 8 000 do 10 000 lat temu.
W 1958 r. na zboczach góry otworzono ośrodek narciarski Mount Bachelor Ski Area. Posiada 71 tras obsługiwanych przez 12 wyciągów. Ośrodek znajduje się na wysokości od 1737 do 2743 m n.p.m. 15% tras przeznaczonych jest dla początkujących, 23% dla średnio zaawansowanych, 35% dla zaawansowanych, a 25% dla profesjonalistów. Oprócz tras zjazdowych znajdują się tu także 4 snowparki oraz 56 km tras do biegów narciarskich.